# Bob Kirk
Robert "Bob" Kirk (født 1845 i St Andrews, Skotland, død 1. december 1886) var en skotsk golfspiller og køllemager. Han lærte sit håndværk i fødebyen St Andrews og blev køllemager i Blackheath i 1864. I 1866 vendte han tilbage til St Andrews, hvor han lavede køller og golfbolde indtil 1886.
Han var en fremragende golfspiller og endte tre gange på andenpladsen i The Open Championship.